# ISO 3166-2:GM
ISO 3166-2:GM is een ISO-standaard met betrekking tot de zogenaamde geocodes. Het is een subset van de ISO 3166-2 tabel, die specifiek betrekking heeft op Gambia.
De gegevens werden tot op 17 maart 2017 geüpdatet op het ISO Online Browsing Platform (OBP). Hier worden 5 divisies - division (en) / division (fr)  - en 1 stad -  city (en) / ville (fr)  – gedefinieerd.
Volgens de eerste set, ISO 3166-1, staat GM voor Gambia, het tweede gedeelte is een eenletterige code.

## Codes
| Code | Naam          | Categorie |
| ---- | ------------- | --------- |
| GM-B | Banjul        | stad      |
| GM-M | Central River | divisie   |
| GM-L | Lower River   | divisie   |
| GM-N | North Bank    | divisie   |
| GM-U | Upper River   | divisie   |
| GM-W | Western       | divisie   |